# Myllaena pacifica
Myllaena pacifica är en skalbaggsart som beskrevs av Sharp 1880. Myllaena pacifica ingår i släktet Myllaena och familjen kortvingar. Inga underarter finns listade i Catalogue of Life.